# Miracolo eucaristico di Santarém

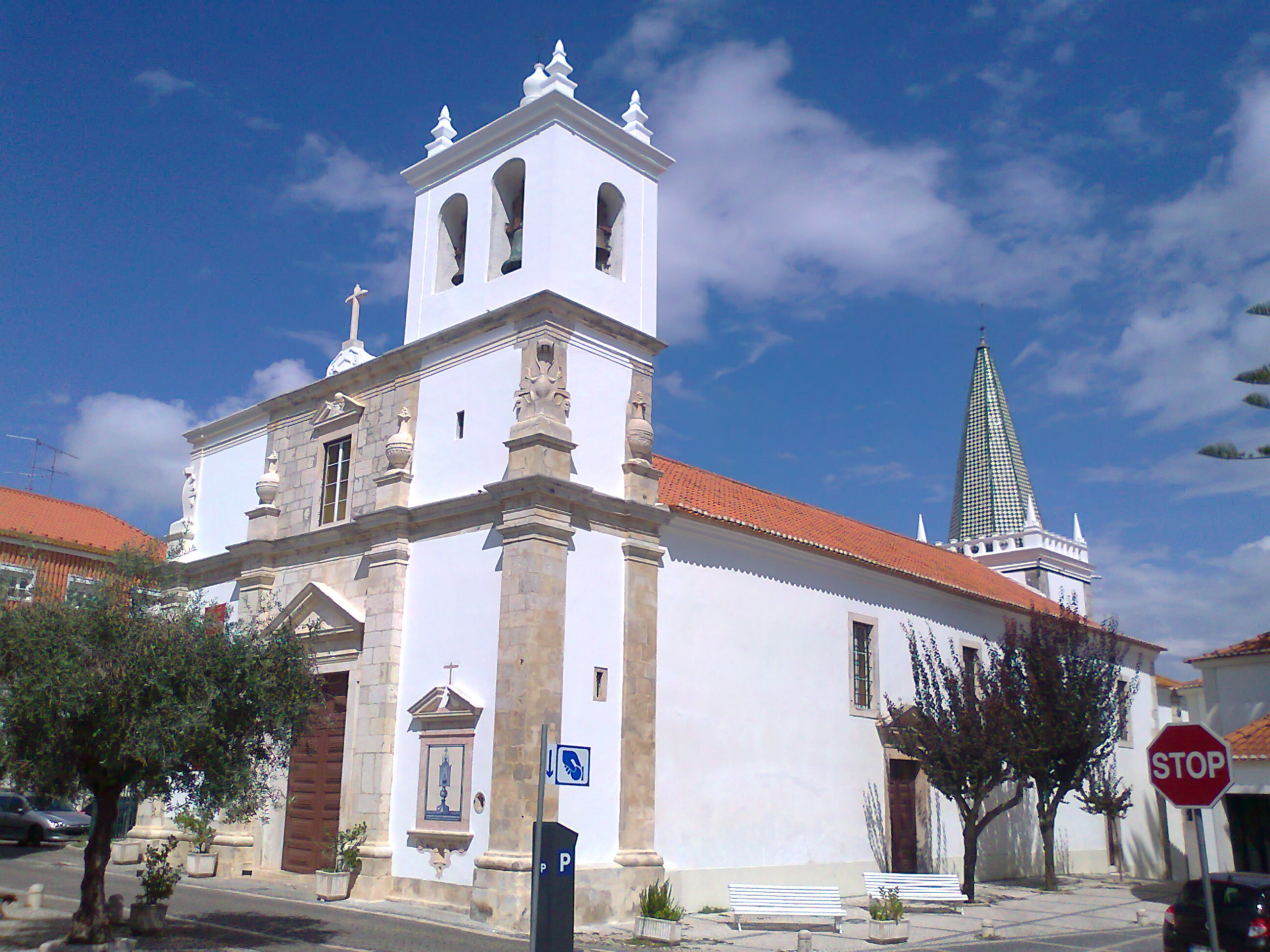
Il Santuario del Santissimo Miracolo di Santarém (o Chiesa di Santo Stefano)

Il miracolo eucaristico di Santarém sarebbe avvenuto nell'omonima cittadina portoghese nell'anno 1247: una donna, spinta dalla gelosia per il marito, rubò un'ostia consacrata, su consiglio di una fattucchiera, per ricavarne un filtro d'amore, ma la particola avrebbe iniziato a sanguinare. Il miracolo eucaristico
di Santarém, assieme al miracolo eucaristico di Lanciano, è considerato tra i più importanti nel mondo.

## Storia
A Santarém, principale centro dell'antica regione portoghese del Ribatejo (Riva del Tago), il 16 febbraio 1247 - ma per alcune fonti l'anno sarebbe il 1266 - una donna, gelosa a causa dell'infedeltà del marito, su consiglio di una fattucchiera, che voleva prepararle un filtro d'amore, rubò in chiesa un'ostia consacrata, nascondendola in un velo.
Mentre ritornava a casa, la particola avrebbe cominciato a sanguinare e la donna, spaventata, la nascose in un cassetto, dove il sanguinamento sarebbe proseguito, accompagnato dall'emissione di luce. La coppia informò il parroco che, con una solenne processione, riportò nella chiesa di santo Stefano l'ostia trafugata, che avrebbe continuato a sanguinare per tre giorni.
La particola è tuttora conservata a Santarém, in un prezioso reliquiario del 1782, nella Chiesa di Santo Stefano, chiamata anche "Santuario del Santissimo Miracolo". Nel corso dei secoli l'ostia avrebbe a più riprese stillato sangue, e vi si sarebbero osservate immagini di Gesù.
Tra i visitatori illustri si annovera anche san Francesco Saverio.
Tutti gli anni, nella seconda domenica di aprile, la reliquia viene portata in processione alla chiesa di santo Stefano, partendo dalla casa degli sposi, trasformata in cappella nel 1684.
Il documento originale che racconta l'episodio è andato perduto, ma si conserva una sua copia, commissionata nel 1346 dal re Alfonso IV.
In relazione a questo miracolo eucaristico, furono concesse indulgenze plenarie dai papi Pio IV, san Pio V, Gregorio XIV e Pio VI.